# Steal My Girl
Singles de One Direction
You & I
(2014) Night Changes
(2014)
Pistes de Four
Ready to Run
Steal My Girl est une chanson du groupe des One Direction sortie le 29 septembre 2014.
Elle est issue de l'album Four, sorti le 17 novembre 2014.
Le clip, quant à lui, est sorti le 24 octobre 2014. La PETA l'a cependant bloqué pendant quelques heures, car des animaux sont utilisés, mais la vidéo est à nouveau en ligne car, malgré les affirmations de la PETA, ils n'ont pas été maltraités.
Cette chanson a été écrite par : Louis Tomlinson et Liam Payne (deux des membres du groupe), Julian Bunetta, John Ryan, Ed Drewett et Wayne Hector.